# Michael Oprießnigg
Michael Oprießnigg (* 7. September 1793 in Radendorf (Radna vas), Ortsteil von Arnoldstein; † im 19. Jahrhundert) war ein österreichischer Landwirt und Politiker.

## Leben
Oprießnigg war der Sohn des Landwirts und Besitzers der Beitler-Hube Mathias Oprießnigg und dessen Ehefrau Ursula geborene Urschitz. Er war römisch-katholischer Konfession und heiratete am 21. November 1814 Agnes Tarmann (* 3. Februar 1793; † 6. Januar 1850). Aus der Ehe gingen drei Töchter und drei Söhne hervor. Er lebte als Landwirt und Besitzer der Beitler-Hube in Radendorf.
Vom 17. Juli 1848 bis zum 4. März 1849 war er Abgeordneter im Provisorischen Kärntner Landtag.